# ウィリアム・カニンガム (第12代グレンカーン伯爵)
第12代グレンカーン伯爵ウィリアム・カニンガム（英語: William Cunningham, 12th Earl of Glencairn PC、17世紀生 – 1734年3月14日没）は、スコットランド貴族。

## 生涯
第11代グレンカーン伯爵ジョン・カニンガムと1人目の妻ジーン・アースキン（Jean Erskine、1694年没、第21代マー伯爵ジョン・アースキンの娘）の息子として生まれた。
1703年12月14日に父が死去すると、グレンカーン伯爵を継承、1704年7月11日に宣誓してスコットランド議会議員に就任した。その後、1707年合同法を支持、スコットランド枢密院の枢密顧問官に任命された。
1715年から1734年までダンバートン城総督を務めた。
1734年3月14日に死去、次男ウィリアムが爵位を継承した。

## 家族
1704年11月20日、ヘンリエッタ・ステュアート（Henrietta Stewart、1763年10月21日没、第3代ギャロウェイ伯爵アレクサンダー・ステュアートの娘）と結婚、8男4女をもうけた。
- ジョン - 夭折
- ウィリアム（1775年没） - 第13代グレンカーン伯爵、子供あり
- ジョン（1741年7月没）
- ジェームズ - 夭折
- マルコム・フレミング - 生涯未婚
- アレクサンダー（1740年4月没）
- チャールズ - 生涯未婚
- ジェームズ（1711年2月25日洗礼 – 1739年7月15日）
- マーガレット（1704年頃 – 1789年9月29日） - 1732年4月2日、ニコル・グラハム（Nicol Graham、1775年11月16日没）と結婚、子供あり
- ヘンリエッタ（1710年2月24日 – 1774年5月5日） - 1735年4月20日、ジョン・キャンベル（John Campbell、1696年 – 1746年7月22日、ダニエル・キャンベルの息子）と結婚、子供あり
- メアリー
- キャサリン（Catherine）